# Hexisopus
Hexisopus es un género de solífugos perteneciente a la familia Hexisopodidae. Las especies del género se encuentran en África austral.

## Especies
En este género se han reconocido las siguientes especies:
- Hexisopus abnormis (Roewer, 1932)
- Hexisopus aureopilosus Lawrence, 1968
- Hexisopus crassus Purcell, 1899
- Hexisopus eberlanzi (Roewer, 1941)
- Hexisopus fodiens Simon, 1888
- Hexisopus fumosus Lawrence, 1967
- Hexisopus infuscatus Kraepelin, 1899
- Hexisopus lanatus (C. L. Koch, 1842)
- Hexisopus moiseli Lamoral, 1972
- Hexisopus nigrolunatus Kraepelin, 1899
- Hexisopus nigroplagiatus Lawrence, 1972
- Hexisopus psammophilus Wharton, 1981
- Hexisopus pusillus Lawrence, 1962
- Hexisopus reticulatus Purcell, 1902
- Hexisopus swarti Karsch, 1879

## Publicación original
- Karsch, 1879: Sieben neue Spinnen von Sta. Martha. Stettiner Entomologische Zeitung, vol. 40, p. 106-109 (en inglés)